# Quarnstedt
Quarnstedt (niederdeutsch: Quarnsteed) ist eine Gemeinde im Kreis Steinburg in Schleswig-Holstein.

## Geografie und Verkehr
Quarnstedt liegt etwa 5 km östlich von Kellinghusen. Die Mühlenbek fließt durch die Gemeinde. Südlich verläuft die Bundesstraße 206 von Itzehoe nach Bad Bramstedt, westlich die Bahnstrecke Hamburg-Altona–Kiel.

## Geschichte
Im Jahre 1248 wurde die Gemeinde erstmals urkundlich erwähnt. Der Name Quarnstedt leitet sich ab von dem niederdeutschen Begriff „quern“ oder „quarn“, der die Handmühle bezeichnet. Somit bedeutet der Ortsname wohl Mühlenplatz.

## Politik

### Gemeindevertretung
Bei der Kommunalwahl am 14. Mai 2023 wurden insgesamt neun Sitze vergeben. Von diesen erhielten die Bürger für Quarnstedt sieben Sitze und die Wählergemeinschaft Quarnstedt erhielt zwei Sitze.

### Wappen
Blasonierung: „Über rotem Schildfuß, darin eine silberne vorgeschichtliche Handmühle (Quern), in Silber ein grüner Eichenzweig mit zwei Blättern und zwei Früchten.“
Der Eichenzweig verweist auf die Dorfeiche. Diese ist ein Naturdenkmal im Kreis Steinburg und wird von der Bevölkerung als Wahrzeichen des Ortes in besonderen Ehren gehalten. Die Schildfarben Rot und Silber sind die Farben des Landesteils Holstein.

## Bilder

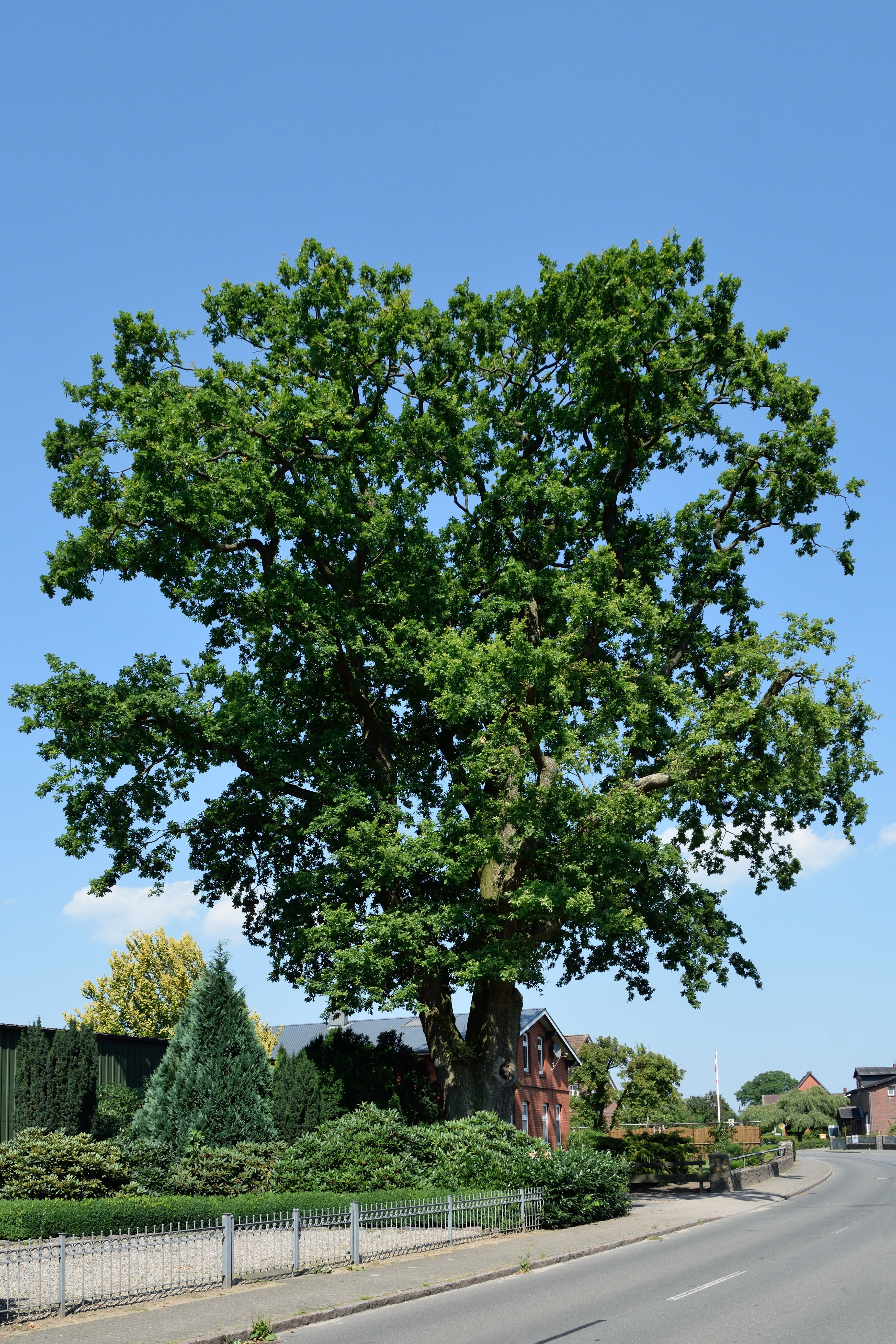
Dorfeiche
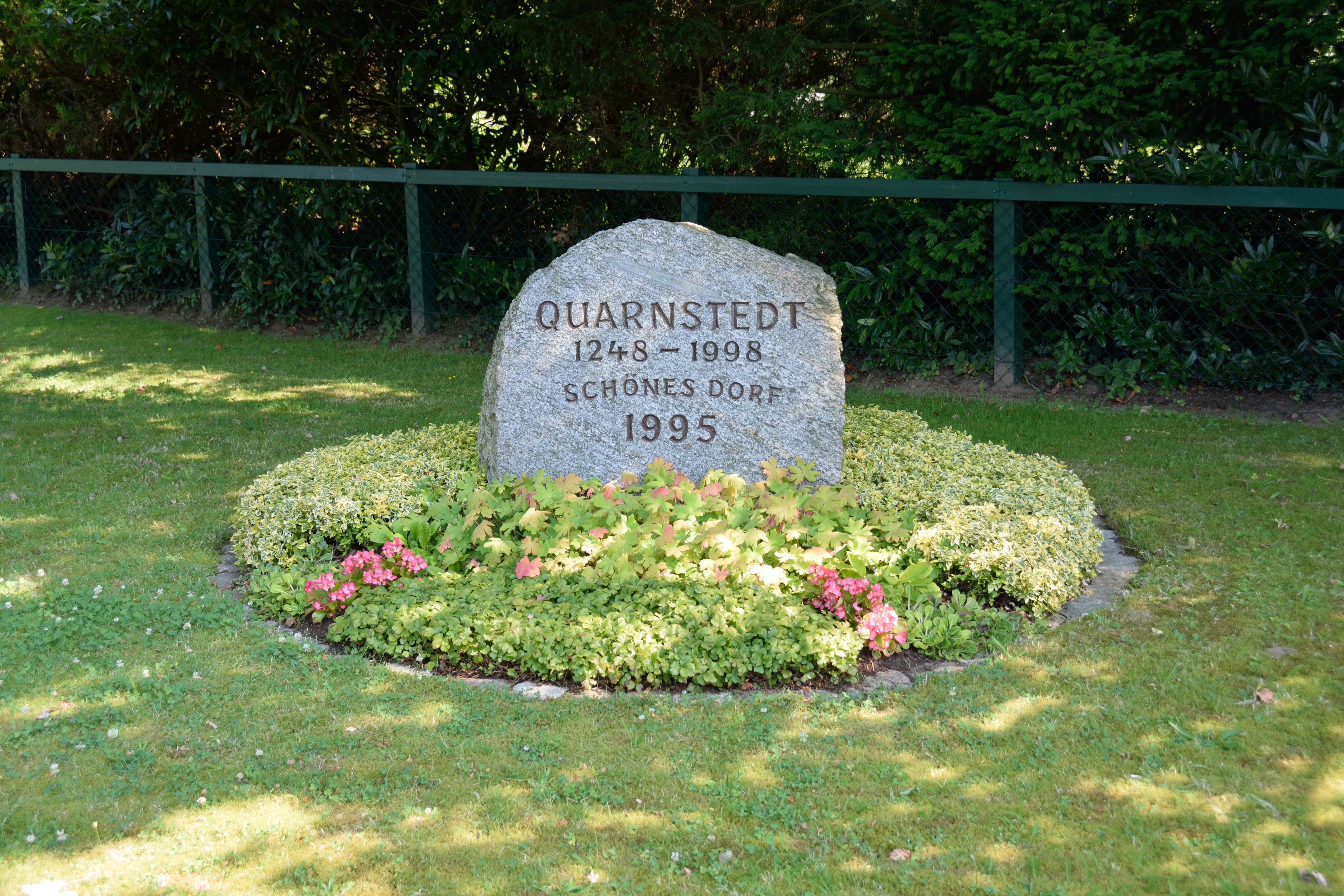
Gedenkstein „Schönes Dorf“
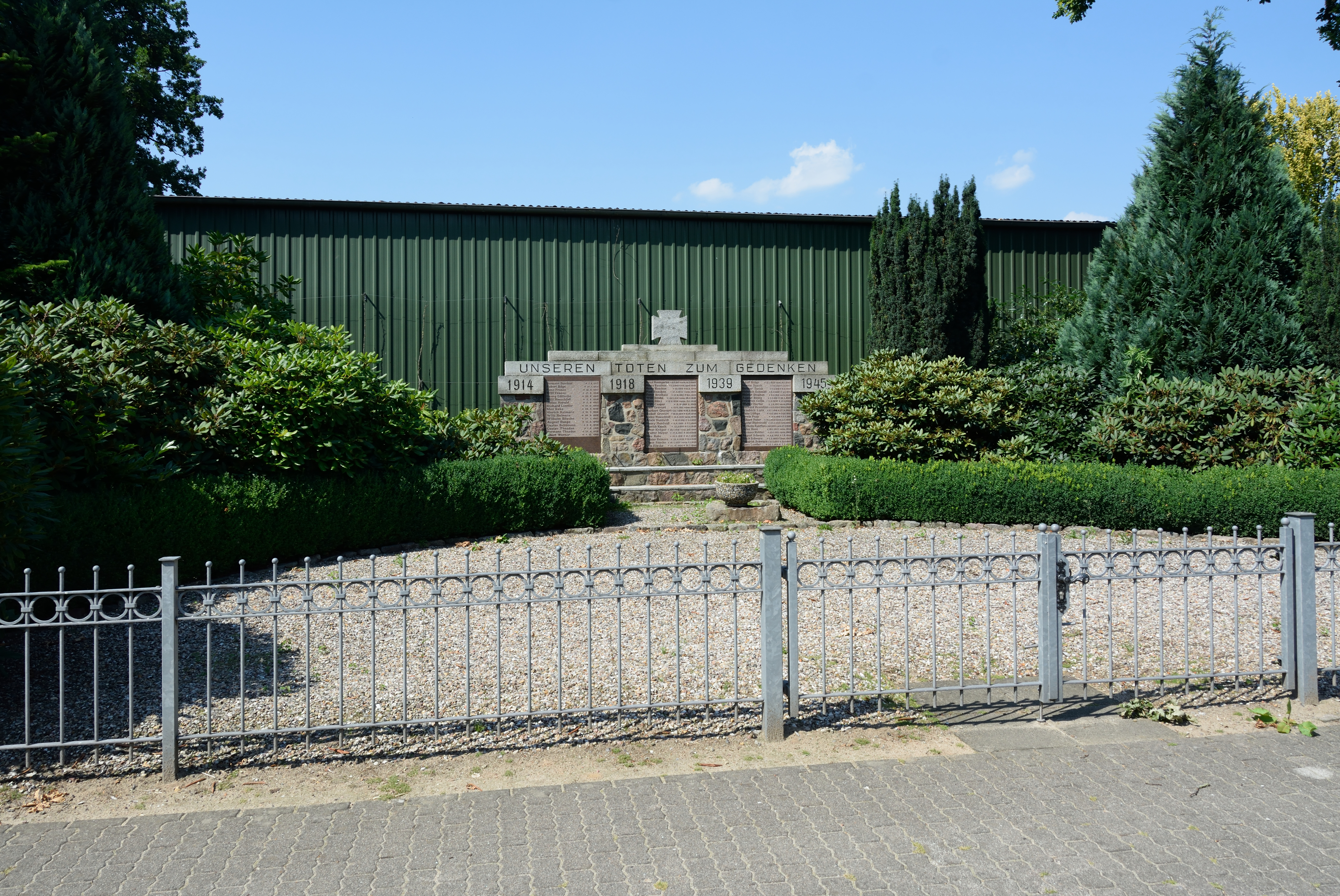
Ehrenmal in Quarnstedt
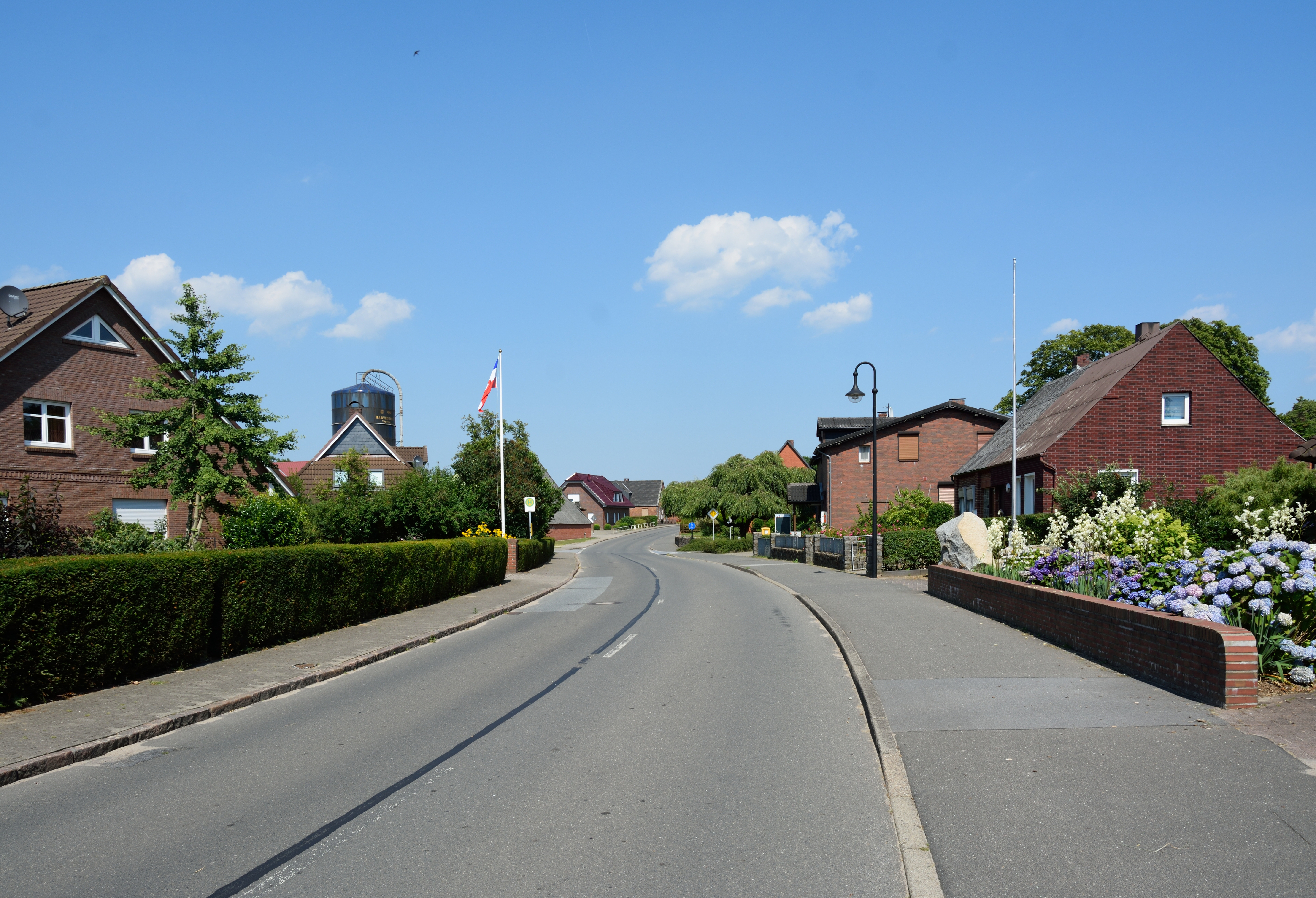
Blick in die Hauptstrasse